# Dionisi de Milet (sofista)
Dionisi de Milet (en grec antic: Διονύσιος, llatí: Dionysius) va ser un sofista de l'antiga Grècia que va viure al segle ii, en temps de l'emperador Hadrià, i va ser beneficiat per ell. Destaca la importància que va donar a l'ús de la memòria.

## Vida
La major part de les dades sobre la vida de Dionisi les coneixem a través de l'obra de Filòstrat d'Atenes, Vides dels Sofistes. Va ser deixeble del sofista Iseu d'Assíria, distingit per l'elegància dels seus discursos, i més endavant va ser mestre d'Alexandre de Selèucia.
Va rebre honors a les ciutats d'Àsia. L'emperador Hadrià el va distingir de diferents maneres: nomenant-lo prefecte d'una província (sàtrapa); el va alçar al rang de cavaller, que era un orde eqüestre, i li va donar una feina al Museu d'Alexandria. No obstant això, igual com altres sofistes, també va tenir diferències amb l'emperador. Filòstrat diu que va ser autor d'una obra intitulada Plany per Queronea. Dionisi va romandre una persona modesta al llarg de la seva vida.

## Importància de la memòria
Va ser acusat d'exercitar la memòria dels seus alumnes ajudant-se de l'astronomia i de la màgia. Es tractava d'un mètode anomenat «art caldeu de la memòria», que possiblement consistia a sistematitzar de manera astrològica els arxius de textos i documents. Filòstrat va defensar Dionisi en la seva obra, expressant que la memòria dels deixebles de Dionisi era exercitada mitjançant la repetició d'aquells discursos que el mestre trobava que agradaven més. Els qui tenien millor retentiva repetien aquests discursos als seus companys, per això els deien «virtuosos de la memòria».
Dionisi va passar els seus darrers anys ensenyant a Lesbos. Va morir a Efes, ja molt gran, i en aquesta ciutat hom li va aixecar un monument. Filòstrat informa que a l'àgora es trobava un memorial de Dionisi; efectivament, en unes excavacions fetes en l'àgora d'Efes el 1968 va aparèixer una inscripció dedicada a ell per un dels seus lliberts, i la seva tomba es va trobar en una altra zona de la mateixa ciutat.